# Maurizio Benatti
Maurizio Benatti (Mantova, 1º aprile 1955) è un ex cestista e allenatore di pallacanestro italiano.

## Carriera

Benatti nel 1977-78 all'Auxilium Torino

Playmaker classico di 183 cm, grande ragionatore, Benatti è nativo di Mantova, ma giovanissimo si trasferì insieme alla famiglia a Torino dove giocò a calcio come mediano nel settore giovanile del Torino. All'età di dodici anni cominciò a giocare a basket presso l'Oratorio Salesiano Agnelli nel vivaio dell'Auxilium Agnelli Torino, una delle due società che successivamente tramite fusione portò alla fondazione dell'Auxilium Pallacanestro Torino. Qui Benatti fece tutta la trafila fino ad arrivare in prima squadra, scendendo in campo prima in Serie C e poi in Serie B. In quegli anni veniva utilizzato nel ruolo di guardia.
Nel 1970-71 passò in prestito alla Pallacanestro Milano per giocare nelle categorie Cadetti (con cui sotto la guida di coach Giuliano Bandini vinse il titolo giovanile di Campione d'Italia nella finale di Avellino contro Cantù) e Juniores. Dopo un anno tornò a Torino dividendosi tra giovanili e prima squadra.
Dopo aver perso di un punto le finali Juniores a Roseto contro l'Olimpia Milano, venne osservato da Cesare Rubini durante lo spareggio per la promozione in Serie B della prima squadra contro l'Alpe Bergamo e successivamente ingaggiato dalla stessa Olimpia Milano nell'ottica di sostituire il partente Giorgio Giomo. Dietro al playmaker titolare Giulio Iellini, Benatti si sviluppò nel ruolo di regista modificando così il proprio stile di gioco. Nel corso della stagione 1975-76, la prima senza Iellini, trovò maggiore spazio segnando circa 5 punti a partita e con la squadra vinse la Coppa delle Coppe, tuttavia nella stessa stagione i milanesi terminarono il campionato con una retrocessione in Serie A2. La sua ultima stagione all'Olimpia fu quella relativa al 1976-77, che vide la Cinzano (questo lo sponsor dell'epoca) riconquistare la A1.
Chiuso dall'arrivo in cabina di regia di Mike D'Antoni e dalla presenza dei giovani gemelli Franco e Dino Boselli, Benatti venne ceduto all'Auxilium Torino in Serie A2 insieme a Giuseppe "Pino" Brumatti. Durante questa parentesi torinese raggiunse la maturazione cestistica, rimanendo nel frattempo nel club per cinque stagioni, quattro delle quali in Serie A1 grazie alla promozione ottenuta al termine del primo anno. La sua ultima annata in gialloblù fu quella relativa al 1981-82, quando, nelle vesti di riserva di Carlo Caglieris, con la formazione piemontese chiuse la regular season al secondo posto concludendo il proprio cammino alle semifinali scudetto perse contro l'Olimpia Milano.
Nell'estate 1982 arrivò al Basket Rimini in Serie A2 come contropartita tecnica nell'ambito dell'operazione di mercato che portò Renzo Vecchiato in Piemonte. La sua prima stagione in riva all'Adriatico fu interlocutoria, conclusa a livello di squadra con una salvezza sofferta. L'anno seguente Benatti contribuì alla prima storica promozione dei biancorossi in Serie A1 grazie al quarto posto ottenuto nella Serie A2 1983-1984, in una stagione trascorsa con il nuovo tecnico Piero Pasini in panchina ed il suo ex compagno di squadra Ernst Wansley sotto le plance, con cui Benatti andò a ricomporre un asse play-pivot già visto ai tempi di Torino. La sua parentesi da giocatore del Basket Rimini durò complessivamente otto stagioni, di cui tre nella massima serie nazionale: l'epilogo di questo periodo fu la retrocessione giunta al termine della Serie A2 1989-1990, quando la Marr retrocesse in Serie B d'Eccellenza dopo lo spareggio salvezza perso a Treviso contro la Braga Cremona. Nel frattempo, egli superò le 500 presenze in Serie A, tra A1 e A2.
Trentacinquenne, decise di continuare a giocare per qualche anno nelle serie dilettantistiche nelle file della Pallacanestro Titano San Marino, partendo dalla Serie D e arrivando fino alla B2.
Stabilitosi a Rimini, una volta ritiratosi dalla carriera di giocatore cominciò a lavorare al di fuori della pallacanestro, pur continuando a coltivare la passione sportiva guidando dapprima le giovanili del Basket Rimini per poi passare ad altre società minori come la Libertas Primocaso. Nel 2001, sempre a Rimini, fondò il Malatesta Basket proprio sulle ceneri della Libertas Primocaso. Nel 2018 allenò brevemente la società dilettantistica riminese FaDaMat Basket nel locale campionato di Promozione. Dal 2020 è co-fondatore e presidente di SG Tiberius Basket, società con sede nella frazione riminese di San Giuliano Mare inizialmente attiva solo a livello giovanile ma dal 2022 avente anche una prima squadra in Promozione.

## Palmarès
- Coppa delle Coppe: 1

Olimpia Milano: 1975-76